# Štrped
 Štrped   (olaszul: Sterpeto) falu Horvátországban, Isztria megyében. Közigazgatásilag Buzethez tartozik.

## Fekvése
Az Isztriai-félsziget északi részének közepén, Pazintól 21 km-re északra, községközpontjától 3 km-re északnyugatra, Ćićarija-hegység alatt a Buzeti-medence északnyugati lejtőin  fekszik.

## Története
A falu tágabb környezete már az ókorban is lakott volt. 1880-ban 378, 1910-ben 432 lakosa volt. Lakói hagyományosan mezőgazdaságból éltek, részben Buzeten dolgoztak. Később néhány ipari és szolgáltató kisvállalkozás is létrejött. 2011-ben 189 lakosa volt.

## Lakosság
| Lakosság változása | Lakosság változása | Lakosság változása | Lakosság változása | Lakosság változása | Lakosság változása | Lakosság változása | Lakosság változása | Lakosság változása | Lakosság változása | Lakosság változása | Lakosság változása | Lakosság változása | Lakosság változása | Lakosság változása | Lakosság változása |
| ------------------ | ------------------ | ------------------ | ------------------ | ------------------ | ------------------ | ------------------ | ------------------ | ------------------ | ------------------ | ------------------ | ------------------ | ------------------ | ------------------ | ------------------ | ------------------ |
| 1857               | 1869               | 1880               | 1890               | 1900               | 1910               | 1921               | 1931               | 1948               | 1953               | 1961               | 1971               | 1981               | 1991               | 2001               | 2011               |
| 378                | 410                | 290                | 342                | 344                | 432                | 0                  | 0                  | 298                | 272                | 183                | 163                | 175                | 181                | 177                | 189                |

## Nevezetességei
A lelki élet központja a falutól 1 km-re északra fekvő Sveti Duh településen levő Szentlélek templom. A templom három építési fázisban épült. Az egyhajós román stílusú templomból fennmaradt a lunettás mellékkapu. Ehhez 1500 körül épült a sokszögletű késő gótikus szentély és a reneszánsz csúcsíves boltozatú sekrestye. A barokk hajók oszlopok zárják le, a homlokzat előtt félköríves előcsarnok áll. A krajnai építőmester monogramja apszis főfalán látható. A főoltár Szűzanya szobra 1636-ban, az oltár régebbi részei és az aranyozott mellékoltárok a 16. század elején készültek. A templomhoz 1620-ban a ferencesek kolostort építettek, mely az 1768-as tűzvészben leégett, majd 1773-ban teljesen elpusztult.